# Ferrari 340F1
Der Ferrari 340F1 war ein Formel-1-Rennwagen, gebaut und eingesetzt von der Scuderia Ferrari.

## Entwicklungsgeschichte und Technik
Wie im Ferrari 275F1 kam auch im 340F1 der neue V-12-Motor von Aurelio Lampredi zum Einsatz. Lampredi, der ein Verfechter von Motoren ohne Aufladung war, hatte diesen Anfang der 1950er-Jahre entwickelt. Die Variante im 340F1 hatte bei 4,1 Liter Hubraum 320 PS (235 kW). Im Unterschied zum 275 F1, der ein Fahrgestell nach altem Muster hatte, wurde für die Typen 340F1 und 375F1 ein neues Fahrgestell entworfen. Der Rennwagen hatte vorne doppelte Querlenker und Querblattfedern und hinten eine starre De-Dion-Achse mit einer einzelnen Querblattfeder.

## Renngeschichte
Der 340F1 gab sein Debüt beim Großen Preis der Nationen in Genf am 30. Juni 1950 mit Alberto Ascari am Steuer. Das Rennen endete jedoch mit einem Ausfall. Schon beim Großen Preis von Italien 1950 gab dann aber auch schon der 375F1, das Schwestermodell mit der 4,4-Liter-Variante des Lampredi-Motors, sein Renndebüt. Der 375F1 wurde in der Saison 1951 das gängige Einsatzfahrzeug der Scuderia in der Weltmeisterschaft. Der 340F1 kam nur noch ein weiteres Mal zum Einsatz, beim Grand Prix de Penya Rhin von 1950 im spanischen Pedralbes, wo Piero Taruffi damit hinter seinen beiden Teamkollegen Ascari und Serafini in ihren 375F1 Dritter wurde.